# Dieter Harms
Dieter Harms (* 31. Dezember 1935 in Uetersen) ist ein deutscher Pathologe und Professor für Kinderpathologie an der Universität Kiel.

## Leben und Wirken
Dieter Harms, Sohn von Lilly Harms, geborene Landahl, und des Rechtsanwalts und Notars Hans-Werner Harms, studierte ab 1956 an der Universität Marburg Medizin. Im Sommersemester 1956 wurde er Mitglied der Marburger Burschenschaft Rheinfranken. Zum zweiten klinischen Semester wechselte er an die Universität Kiel, wo er sein Staatsexamen ablegte. 1962 wurde er zum Dr. med. promoviert. Nach den zwei Jahren als Medizinalassistent ging er 1964 als wissenschaftlicher Assistent an das Institut für Humangenetik der Universität Kiel. Im Jahr 1966 heiratete er Annemargret Freitag. Aus der Ehe ging der Sohn Bodo Harms hervor. Seit 1965 bei Karl Lennert, habilitierte sich Dieter Harms 1970 für Pathologie. 1974 wurde er außerplanmäßiger Professur für Kinderpathologie und Leiter des Instituts für Kinderpathologie (Paidopathologie). 1977 gründete er das Kieler Kindertumorregister. Eine einvernehmliche Zusammenarbeit pflegte der in Kiel-Russee lebende Mediziner mit der Orthopädischen Universitätsklinik unter Walter Blauth. Ab 1992 war er dreimal zwei Jahre Prodekan und Dekan der Medizinischen Fakultät. 1996 bis 1999 war er Prorektor der Universität Kiel. Seit seiner Emeritierung lehrte er wochenweise an Universitäten in Russland. Durch mehr als 60 Aufenthalte hat er eine „späte Liebe“ zu dem Land entwickelt.

## Veröffentlichungen (Auswahl)
- mit Karl Lennert: Die Milz. Springer, Berlin / New York 1970, ISBN 978-3-642-92998-4.
- mit D. Schmidt (Hrsg.): Soft Tissue Tumors. Springer, Berlin / New York 1995, ISBN 978-3-540-55150-8.

## Ehrungen
- Wilhelm-Warner-Preis, Hamburg (1980)[3]
- Ehrendoktor der Russischen Staatlichen Medizinischen Universität in Rostow (1997)[3]
- Honorarprofessor der Russischen Akademie der Wissenschaften, Sibirischer Zweig, Chabarowsk (1997)
- Deutsche Krebshilfe Preis (2000)[3]
- Bundesverdienstkreuz am Bande (2001)
- Ehrenmitglied der Gesellschaft für Pädiatrische Onkologie und Hämatologie (2003)[5]
- Rudolf-Virchow-Medaille (2005)[6]
- Ehrendoktor der Nördlichen Staatlichen Medizinischen Universität, Archangelsk (2007)[7]
- Honorarprofessor der Staatlichen Medizinischen Akademie E.A. Wagner, Perm (2013)[8]